# Афганистан во Второй мировой войне
Во время Второй мировой войны Афганистан объявил о своём нейтралитете и сохранял его до конца войны. После нападения Германии на Советский Союз афганское правительство объявило о нейтралитете, но этот нейтралитет носил прогерманский характер. 

## История

### Сотрудничество со странами Оси
Сотрудничество Афганистана с нацистской Германией происходило накануне Второй мировой войны. Некоторые аспекты взаимодействия:
- Экономическое сотрудничество. Германия предоставляла Афганистану кредиты на закупку промышленных товаров. Чтобы привлечь немецкие фирмы на афганский рынок, Берлин давал льготные гарантии, предусматривавшие в случае ущерба выплату компенсации до 92,5% стоимости товаров.

- Строительство инфраструктуры. Германия вкладывалась в создание дорог и мостов на севере Афганистана, где можно было выйти к границам СССР. В стране появились представительства немецких компаний, которые получали право на разработку полезных ископаемых: меди, золота, олова, железной руды.

- Военная подготовка. Гитлер попытался заручиться поддержкой элит Афганистана и подписал документы о возможности прохождения специальной военной подготовки в нацистской Германии афганскими военнослужащими. В самом Афганистане начали работу учебные заведения, где обучение велось на немецком языке.

- Идеологическая работа. Германия уделяла внимание идеологической обработке общественного мнения в Афганистане. В гитлеровской пропаганде занимали теории об общем арийском происхождении немцев и афганцев.

### Создание баз для подготовки басмачей
В первые месяцы войны члены афганского правительства считали, что Красная Армия не сможет долго сопротивляться «непобедимой немецкой машине» и рассчитывали воспользоваться плодами возможной германской победы. В частности, в случае молниеносной победы гитлеровской Германии в Великой Отечественной войне афганское правительство рассчитывало включить в состав Афганистана среднеазиатские республики СССР. В 1940 году, перед нападением на Советский Союз, Германия активизировала работу своей разведки по подготовке групп басмачей на территории Афганского королевства, для последующей переброски в среднеазиатские республики с целью поднятия антисоветских восстаний в Узбекской, Таджикской и Туркменской ССР. Для укрепления отношений с басмаческими формированиями в Северном Афганистане, король Захир-шах заключил с живущим в эмиграции в Кабуле свергнутым эмиром Бухары Сеидом Алим-ханом секретное соглашение, предусматривающее оказание басмаческими формированиями вооруженной поддержки официальному Кабулу в случае столкновений с РККА.
В свою очередь курбаши басмачества всячески стремились закрепить договорённости с Кабулом на случай войны с СССР.
В августе 1941 года курбаши наиболее крупного туркменского формирования Ишан Халифа Кызыл-аяк (прозвище Кызыл-аяк — в переводе с тюркского «красная нога») написал премьер-министру Афганистана Хашим-хану письмо с просьбой взять под покровительство Бухару и обязался, в случае необходимости поставить под ружьё до 40 тысяч вооруженных туркмен.
В докладе Средне-восточного отдела Народного Комиссариата иностранных дел от 4 апреля 1942 года отмечалось, что группа афганских военных во главе с прогермански ориентированным принцем Мухаммед Даудом разрабатывала план нападения на СССР.

### План операции «Аманнула»
Операция «Аманулла» — план несостоявшейся военной операции нацистской Германии, разработанный генеральным штабом вермахта по захвату Афганистана и создания плацдарма для наступления и овладения Британской Индией.
Предполагалось ввести в Афганистан в 1942 году 17 дивизий вермахта и свергнуть короля Захир-Шаха, которого следовало заменить на немецкого ставленника Амануллу-хана.
Главной задачей было формирование базы для проведения военных операций вермахта в Индии, чтобы парализовать там британские вооружённые силы. 
Достижение этой цели планировалось поднятием и поддержанием восстания пуштунов в Вазиристане. 
План не был реализован по причине разгрома германских войск под Сталинградом, Курском и на Кавказе.

### Англо-советское вмешательство и сворачивание сотрудничества
В архивах есть документы, которые подтверждают, что Афганистан действительно готовился к войне с Советским союзом.  Но начало совместной советско-британской Иранской операции в августе 1941 года положило конец этим планам. Кроме того, целый ряд факторов, таких как давление британской дипломатии, угроза оккупации страны англо-советскими войсками и  опасение использования Германией территории в собственных целях, вынудили афганскую элиту отказаться от дальнейших действий. В 1943 году в стране была свернута деятельность германских компаний по строительству инфраструктуры и добыче полезных ископаемых.

### Действия союзной разведки
В 1943 году по инициативе союзников в стране прошли массовые аресты сторонников Германии. Совместными усилиями советской и британской разведок была полностью нейтрализована деятельность германской дипломатической миссии, чем гарантировалось неучастие Афганистана в войне на стороне стран Оси.
На протяжении всей войны советская разведка снабжала англичан информацией о работе нацистов на юге Афганистана, в ответ британцы помогали бороться с немецким влиянием на севере страны. 